# San Bartolomeo Val Cavargna
San Bartolomeo Val Cavargna là một đô thị ở tỉnh Como trong vùng Lombardia, có cự ly khoảng 70 km về phía bắc của Milano và khoảng 30 km về phía bắc của Como. Tại thời điểm ngày 31 tháng 12 năm 2004, đô thị này có dân số 1.102 người và diện tích là 11,1 km².
San Bartolomeo Val Cavargna giáp các đô thị: Carlazzo, Cusino, Garzeno, San Nazzaro Val Cavargna.